# Buccio di Ranallo
Buccio di Ranallo (prononcé : ['buːt͡ʃ.t͡ʃo di ra.'naːl.lo] ; L'Aquila, vers 1294 - L'Aquila, 1363) est un poète et chroniqueur italien médiéval, connu pour une chronique historique en strophe (Cronica) sur sa ville natale, qui couvre les années entre 1254 et 1362.